# Betsiboka (Region)

Die Region Betsiboka liegt im nördlichen Teil Madagaskars

Betsiboka ist eine der 22 Regionen Madagaskars. Es gehört zur (alten) Provinz Mahajanga im nördlichen Teil der Insel. Im Jahr 2004 lebten 236.500 Einwohner in der Region.

## Geographie
Die Region Betsiboka hat eine Fläche von 30.025 km². Hauptstadt ist Maevatanana.

## Verwaltungsgliederung
Die Region Betsiboka ist in 3 Distrikte aufgeteilt:
- Kandreho
- Maevatanana
- Tsaratanana